# Ihar Kozyr
Ihar Uładzimirawicz Kozyr (biał. Ігар Уладзіміравіч Козыр, ros. Игорь Владимирович Козырь; ur. 3 sierpnia 1966) – białoruski zapaśnik walczący w stylu wolnym. Olimpijczyk z Atlanty 1996, gdzie zajął czternaste miejsce w kategorii 74 kg.
Jedenasty na mistrzostwach świata w 1994 i piąty na mistrzostwach Europy w 1993 roku.